# Obsessió (pel·lícula de 1976)
Obsessió (títol original en anglès: Obsession) és una pel·lícula estatunidenca de Brian De Palma estrenada el 1976. Aquesta pel·lícula ha estat doblada al català.

## Argument
Nova Orleans, 1959. Michael Courtland, inversor, perd dramàticament la seva dona i la seva filla en un incendi, conseqüència d'un segrest fallit.
 Vint anys més tard, el vidu coneix Sandra a Itàlia, una jove estudiant que s'assembla increïblement a la seva esposa morta. Després l'haver-la conquerit, Courtland la porta a viure amb ell a Nova Orleans. Però el dia del matrimoni, Sandra és segrestada. El malson recomença.

## Repartiment
- Cliff Robertson: Courtland
- Geneviève Bujold: Elizabeth / Sandra
- John Lithgow: Robert Lasalle

## Nominacions
- Oscar a la millor banda sonora per Bernard Herrmann